# 田兴武
田兴武（1897年—1977年），佤名梭到，又作梭岛、俄到，男，佤族，云南沧源县岩帅人，佤族部落、中华民国、中华人民共和国及云南反共救国军政治人物。曾任岩帅头人及沧源县首任县长。

## 生平
1939年，沧源设治局第三任局长陈汝珍到岩帅地区以铲除大烟为名义进行勒索，激起民众抵抗，被班糯等地的村民砍死。1940年4月云南省第一行政督察区派兵问罪讨伐，时任岩帅头人田桑保外逃，田兴武遂与堂兄弟田兴文组织寨民重建家园。事后田兴武被岩帅寨民推举为头人，田兴文辅佐之。1941年田兴武出任沧源设治局岩帅区区长。1942年5月曾派出岩帅的武装参与抗日战争。1946年设治局实行乡镇制度后，田兴武任岩帅镇镇长，1947年任勐省乡乡长。
1948年，受到中共地下党员李培伦的宣传，二田均对共产党有了正面认识。隔年2月，迆南边区人民自卫军第一支队政委王松在澜沧的木戛向田兴武发出公函，协议“和平解放”沧源，二田接受之。迆南边区人民自卫军第一支队将岩帅地方武装整编为所属的第十大队和阿佤山守备大队。1949年4月，沧源县临时人民政府在岩帅成立，缅宁专员公署任田兴武为临时人民政府县长。同年5月，田兴武率领第十大队和守备大队攻入勐董，活捉沧源设治局第十任局长雷树苍，临时人民政府取代设治局统治。8月，国民党专员彭肇模令耿马土司、镇康自卫队进攻沧源，田兴武和田兴文三次指挥击退国军，赢得沧源保卫战的胜利。
1951年2月，普洱专区第二次各民族代表大会选举田兴武为普洱专署第三副专员。3月，沧源县人民政府成立，田兴武任县长。4月24日，李弥的部下葛家壁率云南反共救国军攻入永和，5月佔領沧源。6月15日国军攻入岩帅，田兴武率部800餘人投向反共救国军，被編為獨立第十一支隊，7月2日隨軍撤到缅甸，任反共救国军总部缅宁专员。沧源县委和政府曾数次说服田兴武回返沧源，未从。晚年，田兴武在缅甸务农，1977年在缅甸南帕冷寨病故。
| 前任： 田桑保 | 岩帅头人 1940年—1949年 | 繼任： 无 |

| 前任： 无 | 沧源县县长 1949年—1951年 | 繼任： 胡忠华（代理） |

## 资料来源
1. 1 2  罕贵娇; 常数; 杨宝康. . ein.ynnu.edu.cn. 佤族大辞典. 2013-01-02  [2017-12-11]. （原始内容存档于2017-12-12）.
2. 1 2 3 4 5  《沧源佤族自治县志》, 929页
3. ↑  《沧源佤族自治县志》, 646页
4. 1 2 3  . www.lcds.gov.cn. 中共临沧市委党史研究室. 2007-03-20  [2017-12-11]. （原始内容存档于2019-07-14）.
5. ↑  《沧源佤族自治县志》, 519页
6. 1 2 3  《临沧地区民族志》, 161页
7. ↑  《沧源佤族自治县志》, 652页
8. ↑  《金三角國軍血淚史：1950-1981》, 85-87页